# Fabien Tissot
Pour les articles homonymes, voir Tissot.
Fabien Tissot, né le 14 novembre 1972 à Nancy, est un footballeur français. Il a évolué au poste d'attaquant du début des années 1990 au milieu des années 2000, puis s'est reconverti en entraîneur.

## Biographie
En mars 2002, il obtient le BEES 1er degré.
Chargé de l'équipe première depuis 2009 et ce, jusqu'à fin 2014, Fabien Tissot est écarté de son poste par les dirigeants spinaliens, en raison de la dernière place en National 2014-2015, et remplacé par Laurent Bénier, qui retrouve ce poste cinq ans après l'avoir quitté.
Toutefois, il est pressenti pour diriger l'équipe première du FC Mulhouse pour la saison 2015-2016.

## Palmarès
- Coupe de Lorraine : Vainqueur en 1991 avec l'équipe réserve de l'AS Nancy
- Coupe de Picardie : Vainqueur en 1997 avec l'AS Beauvais
- Coupe de Champagne-Ardenne de football : Vainqueur en 2007 avec le CO Saint-Dizier (comme entraîneur)
- CFA : Vainqueur de groupe en 2014 avec le SAS Épinal (comme entraîneur)